# Parioli Challenger 1988
Il Parioli Challenger 1988 è stato un torneo di tennis facente parte della categoria ATP Challenger Series nell'ambito dell'ATP Challenger Series 1988. Il torneo si è giocato a Parioli in Italia dal 13 al 19 giugno 1988 su campi in terra rossa.

## Vincitori

### Singolare
Massimo Cierro ha battuto in finale  Thomas Haldin con il punteggio di 6–1, 6–1

### Doppio
Andreas Lesch /  Torben Theine hanno battuto in finale  Massimo Cierro /  Alessandro De Minicis con il punteggio di 6–3, 6–1